# Bucklandiella albipilifera
Bucklandiella albipilifera là một loài Rêu trong họ Grimmiaceae. Loài này được (C. Gao & T. Cao) Bednarek-Ochyra & Ochyra mô tả khoa học đầu tiên năm 2003.